# 纐纈卓真
纐纈 卓真（こうけつ たくま、1981年6月20日 - ）は、日本の空手家・YouTuber。岐阜県出身。国際空手道連盟 極真会館 世界全極真代表。全極真空手五段。
極真空手史上初の世界大会3連覇。百人組手を歴代最高齢となる36歳5ヶ月で完遂、日本人7人目の達成者。岐阜県立加茂高等学校を経て中京大学商学部商学科卒業。

## 来歴
2004年に開催された第21回全日本ウェイト制大会で全日本デビュー。この大会では全日本初出場ながら上段膝蹴りを武器に3位入賞、しかしその後2年間は上位入賞を繰り返すも、当時極真連合会で活躍していた宮城健志、島尻政明、寺浦克敏らに阻まれ、優勝には届かなかった。
2006年 極真会館 長谷川道場 長谷川一幸範士に師事し、内弟子入り後に肉体改造に励み、中量級（75kg以下）だった体重を2年で90kgまで鍛え上げ、一気にトップ戦線に躍り出る。その年の第38回全日本大会では、準々決勝で寺浦克敏へのリベンジに成功すると、準決勝の宮城健志戦では上段膝蹴りで一本勝ちを収め、決勝の坂本恵義戦でも上段膝蹴りで技ありを奪い初優勝を果たす。　
2010年頃に島尻、寺浦が怪我で戦線を離脱すると第42回全日本大会決勝ではスペインのジョナサン・ティネオ、第43回大会決勝では白蓮会館の山口翔大といった海外、他流派の強豪選手が台頭するようになるが、それらを撥ね退け連覇を達成した。　
2012年に組織が分かれ所属が世界総極真に変わるが、その後に開催された第45回、第46回全日本大会の決勝は共に外国人との対決となり全日本タイトル流出の危機は続いたが全て勝利し、流出を阻止した。　
現役時代は、2006年から10年間、世界大会を含め出場した全日本大会10回全てで決勝に進出、2011年から引退まで5年間無敗を誇り、連勝記録32連勝を含む計9度の優勝を誇った（唯一優勝を逃した第41回全日本は手首の骨折をおして出場し準優勝）。
また世界大会では第2回極真連合杯世界空手道選手権大会、同第3回大会で連覇。組織が分裂後に開催された第1回総極真世界空手道選手権大会でも優勝し、極真史上初となる世界大会3連覇を果たした。なお対外国人戦では無敗を誇り（全日本での対戦を含む）25戦全勝。
2016年、引退。
翌2017年（11月26日）には極真カラテの中でも最も過酷と言われる荒行「百人組手」に挑戦。軽度の上段回し蹴りや足掛け下段突き等を認めないなど、技あり・一本の裁定はこれまでの100人組手には見られないほど厳しいものであったが、上段膝蹴りを主に22人の対戦者から技ありや一本を奪い所要時間4時間を超える壮絶な戦いになるも、一度の負けも無く完遂。日本人として7人目完遂者となる（歴代最高齢となる36歳5ヶ月での完遂）。
現在は岐阜・愛知中心に後進の指導に励んでいる。2020年に自身のYouTubeチャンネルを開設。その後、全国から指導を望む声を受け2022年に「空手家 纐纈のオンライン教室」を開設。

## 主な戦歴
世界大会
- 第2回極真連合杯世界空手道選手権大会 無差別級 優勝
- 第3回極真連合杯世界空手道選手権大会 無差別級 優勝
- 第1回総極真世界空手道選手権大会 重量級 優勝

カラテワールドカップ
- 第1回極真連合杯ワールドカップ空手道選手権大会 重量級 準優勝

全日本無差別
- 第37回全日本空手道選手権大会 第6位
- 第38回全日本空手道選手権大会 優勝
- 第40回全日本空手道選手権大会 優勝
- 第41回全日本空手道選手権大会 準優勝
- 第42回全日本空手道選手権大会 優勝
- 第43回全日本空手道選手権大会 優勝
- 第45回総極真全日本空手道選手権大会 優勝
- 第46回総極真全日本空手道選手権大会 優勝

全日本ウエイト制
- 第21回全日本ウエイト制大会 中量級 第3位
- 第22回全日本ウエイト制大会 中量級 準優勝
- 第23回全日本ウエイト制大会 重量級 第3位
- 第24回全日本ウエイト制大会 重量級 第3位
- 第25回全日本ウエイト制大会 重量級 優勝
- 第27回全日本ウエイト制大会 重量級 準優勝